# December Boys
December Boys (br: Um Verão para Toda Vida; pt: Os Rapazes de Dezembro) é um filme australiano dirigido por Rod Hardy e escrito por Marc Rosenberg adaptado do livro de mesmo nome de Michael Noonan.

## Sinopse
Baseado no clássico romance de Michael Noonan, Um Verão Para Toda Vida é a história de quatro adolescentes órfãos que crescem enclausurados em um convento católico no deserto da Austrália nos anos 1960. Cada vez mais, eles vêem crianças menores sendo adotadas por famílias adoráveis, e chegam à conclusão de que, à medida que ficam mais velhos, sua vez de serem adotados talvez nunca chegue. Quando o convento envia os meninos para uma região litorânea em um verão, finalmente eles vislumbram algo em seu horizonte.
Durante a estadia na região costeira, os garotos conhecem um jovem casal que não consegue ter filhos, e acham que eles seriam os pais perfeitos. O mais velho dos garotos, Mapa, acaba se interessando por Lucy, uma linda menina da região. Em uma competição para se tornar o melhor candidato à adoção, ele e os outros meninos, Faísca, Manteiga e Cuspe, cruelmente testam a amizade que têm entre si enquanto sentimentos de rejeição vêm à tona.
Os laços de amizade acabam superando as rivalidades, selando de uma vez por todas as fortes amarras que sempre ataram os garotos de dezembro, fazendo-os descobrir o verdadeiro sentido de amizade, família e amor.

## Experiências Passadas -A História de Um Verão Para Toda Vida
Faz mais de dez anos que o produtor Richard Becker adquiriu os direitos do filme Um Verão Para Toda Vida. Becker diz que sempre gostou de histórias sobre humanidade, amizade e amor, e que ficou muito comovido com a história dos quatro meninos órfãs. “Eu acho que todos tiveram um verão inesquecível em que, repentinamente, amadureceram; em que a jornada foi especialmente intensa, quando coisas importantes aconteceram. Foi o que eu entendi dessa história e esse era o tema principal dela. Eu não fui órfã e certamente nunca vivi muitas coisas pelas quais esses meninos passaram, mas, mesmo assim, eu me identifiquei com a histórias”, ele comenta.
Em 1998, o roteirista Marc Rosenberg aderiu ao projeto e foi então que, segundo Becker, “o roteiro realmente começou a tomar forma”. Ele recorda: “Em 2000, nós já tínhamos um roteiro do qual me orgulhava muito e começamos a captar os recursos para filmar. Nessa época, Becker já havia pedido a Rod Hardy para dirigir o filme.”
“Achei a história mágica. Sempre me interessei por filmes sobre o crescimento pessoal de cada um, e esta história tem um olhar especial sobre isso”, diz Hardy.

## Locações do filme
O filme foi filmado em locações nas Ilhas Adelaide e Kangaroo, também com cenas nos estádios da Australian Film Corporation. O diretor Rod Hardy havia trabalhado na Ilha Kangaroo há alguns anos: “Eu sabia que era um lugar especial. O roteiro pedia locações em uma enseada que fosse, ao mesmo tempo, linda e com um ar meio triste, desolado. Enseadas não são tão fáceis de encontrar e a que achamos na Ilha Kangaroo era perfeita. Ela fica justamente no lado oeste, então o sol se põe entre os pontais da ilha, o que dá um toque mágico. Também pudemos construir nossa cidade cenográfica naquele lugar. Assim, podíamos ir para Adelaide e filmar lá, e voltar para a IlhaKangaroo sem ter que percorrer longas distâncias.”
O produtor Richard Becker diz ainda: “O sul da Austrália tem uma área litorânea atípica que não é muito fácil de ser encontrada, e que era perfeita para este filme. Além da Ilha Kangaroo, também filmamos em The Remarkables, em Admiral’s Arch e no Secret Valley. Então, há uma junção de locações que se misturam para constituir a enseada imaginária onde vivem nossos personagens.”

## Elenco
| Ator               | Personagem                 |
| ------------------ | -------------------------- |
| Daniel Radcliffe   | Mapa                       |
| Lee Cormie         | Manteiga                   |
| Christian Byers    | Faísca                     |
| Drew McAlistair    | Cuspe                      |
| Jack Thompson      | Bandy McAnsh               |
| Teresa Palmer      | Lucy Pinder                |
| Sullivan Stapleton | Fearless                   |
| Victoria Hill      | Teresa                     |
| Max Cullen         | Narrador / Senhor Manteiga |
| Kris McQuade       | Sra. "Skipper" McAnsh      |
| Ralph Cotterill    | Shellback                  |
| Frank Gallacher    | Padre Scully               |
| Paul Blackwell     | Watson                     |
| Judi Farr          | Reverenda Mãe              |
| Carmel Johnson     | Irmã Beatrice              |
| Carole-Anne Fooks  | Irmã Edna                  |
| Rory Walker        | Pai                        |
| Suzie Wilks        | Mãe                        |
| Michael Norman     | Adult Spark                |
| Mike Welton        | Adult Spit                 |
| Kobe Donaldson     | Willie                     |
| Julian Jones       | Older Boy                  |
| Andy McPhee        | Foreman                    |
| Laura Weston       | Curvy Blonde               |
| Kasey Willson      | Freira                     |
| Susie Struth       | Freira                     |
| Anna Westley       | Freira                     |

## Datas de lançamento
- Alemanha - 11 de outubro
- Austrália - 20 de setembro de 2007
- Brasil - 9 de novembro de 2007
- Estados Unidos - 14 de setembro de 2007
- Japão - 24 de novembro de 2007

## Banda sonora
- Nobody Knows My Name, por Mitch Grainger
- There's a Light Across the Valley, por Hans Poulsen
- Spirit in the Sky, por Norman Greenbaun
- Friday on My Mind, por The Easybeats
- Gypsy Queen, por Country Radio
- Who'll Stop the Rain, por Creedence Clearwater Revival
- Boom Sha La La Lo, por Hans Poulsen
- Who'll Stop the Rain, por Jen Cloher
- Open Your Heart, por Rick Price
- Wings of an Eagle, por Russell Morris
- December Boys, por Peter Cincotti

## Citações
| “ | E a cena em Um Verão Para Toda Vida, que eu pensei que fosse ser legal e sensual, foi bastante clínica. Minha definição de um bom beijo não incluiria a palavra clínica. | ” |

| “ | Muitos roteiros chegavam até mim, mas nenhum realmente me agradava. Quando eu li December Boys, eu adorei. Era uma história bastante simples, mas eu a achei muito bonita, meu personagem Mapa é bem diferente de Harry, e então eu soube que esse seria um desafio pra mim. Eu tenho interpretado Harry há cinco anos, então é muito bom fazer algo diferente. | ” |

## Indicações e Prêmios
- Ganhou o prêmio de “Melhor Adaptação” do Awgie Award.